# College Springs, Iowa
College Springs là một thành phố thuộc quận Page, tiểu bang Iowa, Hoa Kỳ. Năm 2010, dân số của thành phố này là 214 người.

## Dân số
Dân số qua các năm:
- Năm 2000: 246 người.
- Năm 2010: 214 người.